# Gall Fischer
Gall Fischer, auch Gall Vischer  geschrieben (* 15. Jahrhundert; † 26. März 1530 in Nürtingen), war ein Weber, Anhänger der Täuferbewegung und kurzzeitig eine führende Persönlichkeit der Augsburger  und der Kaufbeurer Täufergemeinde. Er wurde zum Weggenossen des Chiliasten Augustin Bader, auf den er einen nicht unwesentlichen Einfluss ausübte. Wie dieser und andere Mitglieder des Bader-Kreises erlitt er aufgrund seiner Glaubensüberzeugungen den Märtyrertod.

## Leben
Als Gall Fischer sich 1527 der Augsburger Täufergemeinde anschloss, war er bereits betagt. Sein Geburtsdatum muss daher im letzten Drittel des 15. Jahrhunderts angesetzt werden. Über seine Herkunft und seine Lebensgeschichte ist nur wenig in Erfahrung zu bringen. Bekannt ist, dass er seinen Lebensunterhalt als Weber verdiente und mit einer Frau namens Elisabeth verheiratet war.

### Augsburg
Die Frage, auf welche Weise Gall und Elisabeth Fischer Kontakt zu den Augsburger Täufern fanden, ist bislang unbeantwortet. Belegt ist nur, dass das Ehepaar Fischer von dem aus München stammenden Sigmund Salminger getauft worden ist. Salminger war ein ehemaliger Franziskanerpater, der im März 1527 von Hans Hut die Taufe empfangen hatte. Alsbald nach seiner Taufe wurde Fischer zum Diakon der Gemeinde berufen. Diesen Dienst versah er gemeinsam mit Hans Kießling. Eine enge und –  wie die Zukunft zeigen sollte – schicksalhafte Verbindung bestand zwischen ihm und Augustin Bader. Beide gehörten zu den als „Starken“ bezeichneten Vertrauten Hans Huts und wussten sich in besonderer Weise in dessen Eschatologie eingeweiht. Während der sogenannten Augsburger Märtyrersynode, die vom 20. bis 24. August 1527 stattfand und an der führende Täufer aus Süddeutschland, der Schweiz und Österreich teilnahmen, stellte Gall Fischer sein Haus zur Verfügung. Es war einer der mindestens drei Versammlungsorte der Täuferkonferenz.
Im Herbst 1527 wurden Fischer und weitere Täufer wegen ihrer Glaubensansichten gefangen genommen und einem peinlichen Verhör unterzogen. Angesichts einer drohenden Todesstrafe sagte Gall Fischer sich von seinen Überzeugungen los und wurde am 18. Oktober 1527 mit vier weiteren Täufern (darunter Eitelhans Langenmantel) der Stadt verwiesen. Insgeheim blieb er auch nach seiner Vertreibung Mitglied der Augsburger Täufergemeinschaft, die ihn im Februar 1528 gemeinsam mit Augustin Bader nach Kaufbeuren entsandte, um beim Aufbau der dort neu entstandenen Täufergemeinde zu helfen. Matthias Maireck, einer der Vorsteher der Kaufbeurer Täufergemeinde, hatte um diese Hilfe gebeten.

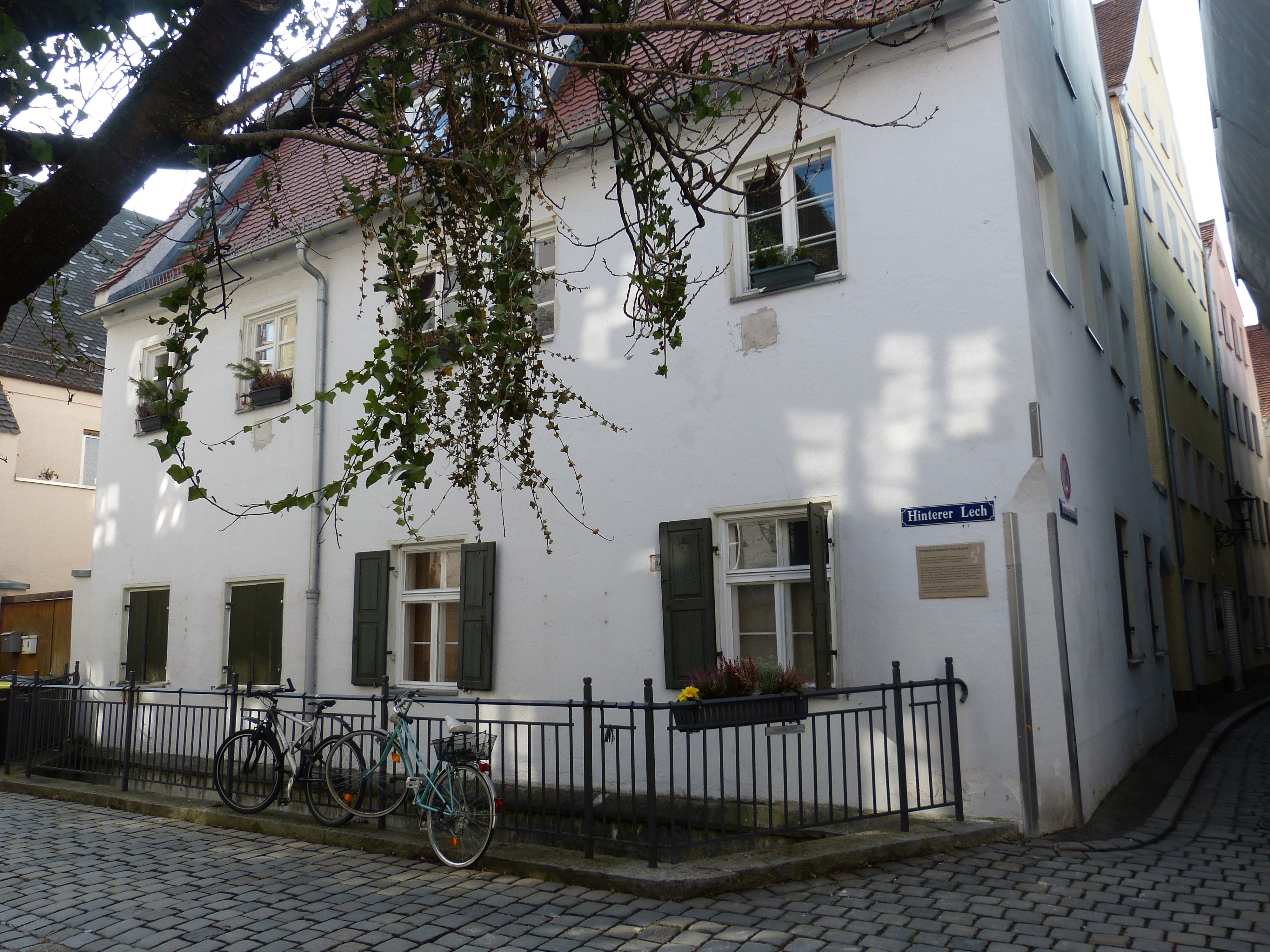
Haus der Familie Daucher am Hinteren Lech 2

In den Tagen vor Ostern 1528 fanden in Augsburg mehrere Täuferversammlungen statt, die in Privathäusern abgehalten wurden. So traf man sich am Sonnabend vor Palmsonntag zu einer Abendmahlsfeier im Keller des Wohnhauses der Täuferin Barbara Schleifer und anschließend zu einer Versammlung, zu der Georg Nespitzer eingeladen hatte und bei der es um die Klärung theologischer Lehrfragen ging. Nespitzer stand zu diesem Zeitpunkt wohl noch ganz unter dem Einfluss der an Thomas Münzer orientierten Hutschen Theologie, die von einer „brennenden Naherwartung“ der Wiederkunft Christi geprägt war. Hut (und wohl auch Nespitzer) rechneten damit, dass mit dem Pfingstfest 1528 das Gericht Gottes über alle Gottlosen beginnen würde.  Am Sonnabend vor Ostern (11. April 1528) fand eine weitere Begegnung statt – diesmal im Haus Gall Fischers, der aber zu dieser Zeit auf der erwähnten Missionsreise war. Georg Nespitzer und Claus Schleifer leiteten die gottesdienstliche Zusammenkunft, bei der auch einige Gläubige getauft wurden. Man verabredete sich zum Ostergottesdienst am folgenden Sonntag im Haus an der Schleifergasse 10, der Wohnung des Ehepaares Hans und Susanna Daucher. Das Treffen wurde bei den städtischen Behörden denunziert. Nespitzer und sein Mitältester Hans Leupold müssen die drohende Gefahr geahnt haben. Beide warnten die Versammlung, doch die meisten Gottesdienstbesucher blieben. Der Stadtrat beorderte bewaffnete Polizeikräfte und ließ das Haus umstellen. Nach etwa einer Stunde erfolgte der Zugriff. 88 Personen wurden verhaftet, in Eisen gelegt und zum Rathaus verbracht. Unter ihnen befanden sich 39 nicht ortsansässige Täufer und Täuferinnen, die bereits am folgenden Tag mit der Peitsche, einige auch nach Kennzeichnung durch „den Brand auf den Backen“, der Stadt verwiesen wurden. Unter den Gebrandmarkten war vermutlich auch Elisabeth, die Ehefrau Gall Fischers.

### Kaufbeuren und Esslingen
Anlässlich seines Aufenthaltes in Kaufbeuren taufte Gall Fischer mindestens 40 Personen. Gemeinsam mit Augustin Bader, der im Februar 1528 ebenfalls für kurze Zeit in Kaufbeuren weilte, gab er der neuen Gemeinschaft einen organisatorischen Rahmen und setzte Vorsteher ein, darunter Martin Burkhard. Im Frühsommer 1528 gelangten mit der Verfolgung von Täufern beauftragte Truppen des Schwäbischen Bundes nach Kaufbeuren. Sie nahmen 41 Anhänger gefangen. Sechs Personen, die ihre Glaubensüberzeugung nicht widerriefen, wurden am 13. Juni 1528 enthauptet. Unter ihnen war auch der bereits erwähnte Vorsteher Martin Burkhard. Die anderen Gefangenen (30 Männer, 5 Frauen) wurden gebrandmarkt oder aus der Stadt vertrieben.
Gall Fischer hatte schon lange vor diesen Ereignissen Kaufbeuren verlassen und sich auf den Weg nach Esslingen gemacht, wo er wieder auf Augustin Bader traf. Mit ihm und einem weiteren Täufer namens Hans Koeller zog er nach Straßburg, um sich mit den dortigen Glaubensgenossen über eschatologische Fragen auszutauschen. Dort begegneten sie auch dem Bauernkriegsprediger Oswald Leber, der gemäß einer jüdisch-messianischen Offenbarung von Abraham ben Eliezer ha-Levi das Jahr 1530 als Termin für die Rückkehr des Messias benannt hatte. Diese Vorhersage scheint jedoch Bader zu diesem Zeitpunkt nicht vollständig überzeugt zu haben. Er kehrte vor Pfingsten 1528 nach Augsburg zurück, da Hut in seinen Prophezeiungen diesen Termin für die Wiederkunft des Messias benannt hatte.

### Straßburg und Basel
Gall Fischer verblieb zunächst in Straßburg, wo sich eine ganze Reihe Augsburger Täufer aufhielten, darunter der Goldschmied Laux Kreler, der Messerschmied Hanns Krafft und der Weber Steffen Mangolt. Am 13. August wurden Fischer, Krafft, Mangolt und weitere Täufer einem Verhör unterzogen, bei dem auch die Straßburger Reformatoren Wolfgang Capito und Martin Butzer anwesend waren. Im Protokoll findet sich folgende indirekte Aussage der Verhörten:

„Sagen, seyen ohne sünd und in Christo, und als Butzer einem fürgehalten, ob er nit bette: 'Herr, führ uns nit in versuchung', antwortete solcher, die versuchung seye ein anfechtung deß fleisches.“

Fischers weiterer Aufenthalt bleibt für gut ein Jahr im Dunkeln. In der zweiten Hälfte des Jahres 1529 muss er sich allerdings mit seiner Frau in Basel aufgehalten haben, denn von dort kommend traf er am 11. November 1529 in Lautern ein. Begleitet wurde das Ehepaar Fischer von Hans Koeller und Oswald Leber sowie deren Familien.

### Lautern und Nürtingen
Augustin Bader hielt trotz der nicht eingetroffenen Voraussagen an den Hutschen Endzeitlehren fest, modifizierte sie jedoch. Er kontaktierte von Lautern aus jüdische Gelehrte in Günzburg und Laupheim, um die von ihm errechneten Endzeittermine bestätigen zu lassen. Eine Gemeinschaftskasse, ein sogenanntes gemeines Säckl wurde angelegt, um die letzte große Mission zu erfüllen. Dazu gehörte auch die Herstellung besonderer Gewänder. Von Gall Fischer ist überliefert, dass er 130 Gulden in die gemeinsame Kasse einbrachte.
Etwa vierzehn Tage nach seiner Ankunft in Lautern empfing Gall Fischer ein „Traumgesicht“, in deren Mittelpunkt Augustin Bader stand. Er habe – so erklärte er bei einem späteren Verhör – gesehen, wie sich das von den Täufern gemeinschaftlich bewohnte Haus nach oben hin geöffnet habe und sich königliche Insignien auf Bader herab gesenkt hätten. Die Auslegung dieser Vision geschah durch Bader selbst. Hier sei von seiner zukünftigen Rolle im Tausendjährigen Friedensreich die Rede gewesen sowie von der königlichen Abstammung seines neugeborenen Sohnes. Bei Ulmer Goldschmiede wurden daraufhin die Herstellung von Königsinsignien in Auftrag gegeben. Dazu gehörten ein goldener Gürtel, ein vergoldeter Dolch und ein vergoldetes Schwert sowie Krone, Szepter und Amtskette.
Die Inauftraggabe dieser königlichen Würdezeichen wurde bekannt und erregte den Verdacht der Behörden, die einen politischen Umsturzversuch vermuteten. Am 16. Januar 1530 wurden Bader, Fischer und die anderen Mitglieder ihrer endzeitlichen Gemeinschaft verhaftet. Unter ihnen waren fünf Männer, drei Frauen und acht Kinder. Während Bader nach Stuttgart verbracht wurde, unterzog man Gall Fischer in Nürtingen mehreren peinlichen Verhören. Er wurde zum Tode verurteilt und am 26. März 1530 durch das Schwert hingerichtet.

## Taufsukzession
Die Linie der Taufsukzession geht bei Gall Fischer über Sigmund Salminger (März 1527), Hans Hut (Pfingsten 1526), auf Hans Denck zurück. Die frühere Annahme, dass Denck von Balthasar Hubmaier (Ostern 1525) getauft wurde, ist inzwischen umstritten. Die in Klammern gesetzten Daten bezeichnen das jeweilige Taufdatum. Belege dazu finden sich in den Biographieartikeln der erwähnten Personen.